# ドドンパ
ドドンパは1960年代に日本で流行した特有のリズム・パターン。「国産ラテン・リズム」とも称された。

## 概要

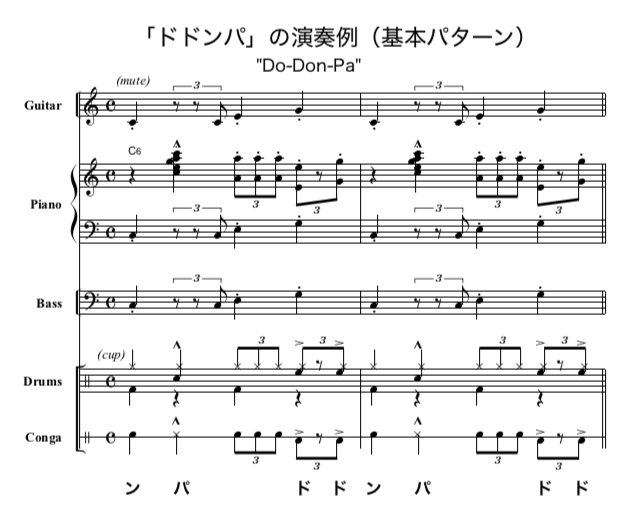
「ドドンパ」の演奏例（基本パターン）

ドドンパは、4拍子の2拍目に極端に大きなアクセントが付き、ジャズと同様に1拍の前半が長く後半が短いシャッフルで演奏されるスタイルである。

## 歴史
キューバ音楽のチャチャチャはフィリピンで変奏されオフビート・チャチャチャが産まれた。オフビート・チャチャチャはフィリピン人の演奏家やダンサーによる巡業によって香港、台湾、シンガポール、タイ、カンボジアや日本で演奏されそれぞれの国で流行した。これには各国の駐留米軍基地のネットワークによる影響もある。米軍基地を発信地とするナイトクラブやダンスホールの文化が各国で広まったのである。
日本でオフビート・チャチャチャがドドンパに変容するのは、大阪の高級ナイトクラブ「アロー」（1958年開業）においてであった。
1950年代半に日本で起きたマンボブーム以降、日本においては1拍目から足を踏み出すマンボの変形として1拍目から始めるステップが広まっていた。アローに出演していたフィリピン人ダンサーのダニーとエルニーは2拍目からステップを開始するチャチャチャのステップを披露した。この2拍目から足を踏み出すステップはダンスのチャチャチャの根本的な特徴でもあるが、当時の日本人には模倣が難しかったため、アローのマネージャーが2拍目を極端に強調して分かりやすく演奏するようにバンドに命じた。また、当時のアローのバンドはラテン専属のバンドではなく、ジャズ・オーケストラが演奏していたこともあり、ダンス音楽の演奏の軽視から自分たちが演奏しやすいジャズのリズムでシャッフルのリズムを加えていった。
つまり、ダンスホールでの客のダンスの利便性とバンド演奏の都合によって独自の音楽的特徴が形成されていったのである。
自然発生的に形成されたドドンパは、当時アローの専属歌手であったラテン歌手アイ・ジョージが壽屋（現・サントリー）のテレビCMで歌い踊ったりしてメディアを介して広まり、若手放送作家として売出し中であった永六輔、下着デザイナーとして注目を集めていた鴨居羊子といったアローの常連客がジャケットのデザインやライナーノーツを手がけたドドンパのLPが大阪に本社を置くテイチクから立て続けに発売されることになる。
大阪以外からもビクターから1961年に発売された「東京ドドンパ娘」はヒットすると共に同名の映画も制作された。
しかしながら、ドドンパの流行には陰りが見え始めていた。ドドンパに類似したパチャンガ、スク・スクといったダンス・リズムが「外国で流行」という触れ込みで矢継ぎ早に紹介されるようになる。輪島裕介は状況証拠からの推測と断った上で、当時の有力出版社や芸能プロダクションが、アメリカの主流的音楽産業の流行を継続的に輸入することを業務の核としていたため、ドドンパのネガティブキャンペーンとして、そういった他のダンス・リズムを流行らせようとしたのではないかと述べている。
また、ドドンパを主題とした日本劇場でのステージショーの失敗や、アイ・ジョージが勤労者音楽協議会でのコンサート活動に主力を移していったこと、客が踊ってばかりで飲食物の売上が伸びない店舗側の事情もある。
その後、1976年に桜たまこが「東京娘」を、1992年にモダンチョキチョキズが「ティーンエイジ・ドドンパ」（アルバム「ローリング・ドドイツ」に収録）を、2004年に氷川きよしが「きよしのドドンパ」を出しヒットとなるが、ドドンパブームの再来とまでは至っていない。
なお、バラエティ番組『水曜どうでしょう』のオープニングタイトルのリズムはドドンパである。

## ドドンパを用いた代表曲
- 東京ドドンパ娘／渡辺マリ（1961年：ビクターレコード）
- 若い二人／北原謙二（1962年：日本コロムビア）
- お座敷小唄／和田弘とマヒナスターズ・松尾和子（1964年：日本ビクター）